# Eurytoma sabulosa
Eurytoma sabulosa is een vliesvleugelig insect uit de familie Eurytomidae. De wetenschappelijke naam is voor het eerst geldig gepubliceerd in 1957 door Erdös.